# Paul Monaghan
Paul Monaghan (Thenford; 18 de octubre de 1967) es un ingeniero británico de Fórmula 1. Actualmente es el ingeniero jefe del equipo Red Bull Racing.

## Carrera
Monaghan obtuvo su maestría en Ingeniería Mecánica y luego comenzó su carrera en el automovilismo trabajando en McLaren en 1990, comenzando en el departamento de investigación y desarrollo antes de pasar a la división de proyectos especiales. Finalmente ascendió al puesto de ingeniero de datos, trabajando junto a David Coulthard.
En 2000, buscando un nuevo desafío, Monaghan se unió al equipo Benetton, que estaba en proceso de transición a Renault F1 Team. Inicialmente, trabajó como ingeniero de rendimiento, pero poco después de unirse, asumió el papel de ingeniero de carrera para Jenson Button. Después de que Button abandonara el equipo, Monaghan comenzó a trabajar con el nuevo y emocionante prospecto de Renault, Fernando Alonso, y llevó al joven español a su primera victoria en el Gran Premio de Hungría de 2003.
Después de un breve paso por Jordan Grand Prix, se unió a Red Bull Racing a finales de 2005. Monaghan fue nombrado inicialmente Jefe de Ingeniería de Carreras, pero con el tiempo ha pasado al puesto de Ingeniero Jefe de Ingeniería de Automóviles. Este puesto lo ve responsable de extraer el máximo rendimiento de la maquinaria del equipo durante un fin de semana de Gran Premio y convertir los conceptos de carreras en ganancias de rendimiento.